# Bulbophyllum inaequale
Bulbophyllum inaequale är en orkidéart som först beskrevs av Carl Ludwig von Blume, och fick sitt nu gällande namn av John Lindley. Bulbophyllum inaequale ingår i släktet Bulbophyllum och familjen orkidéer.
Artens utbredningsområde är Java. Inga underarter finns listade i Catalogue of Life.

## Bildgalleri

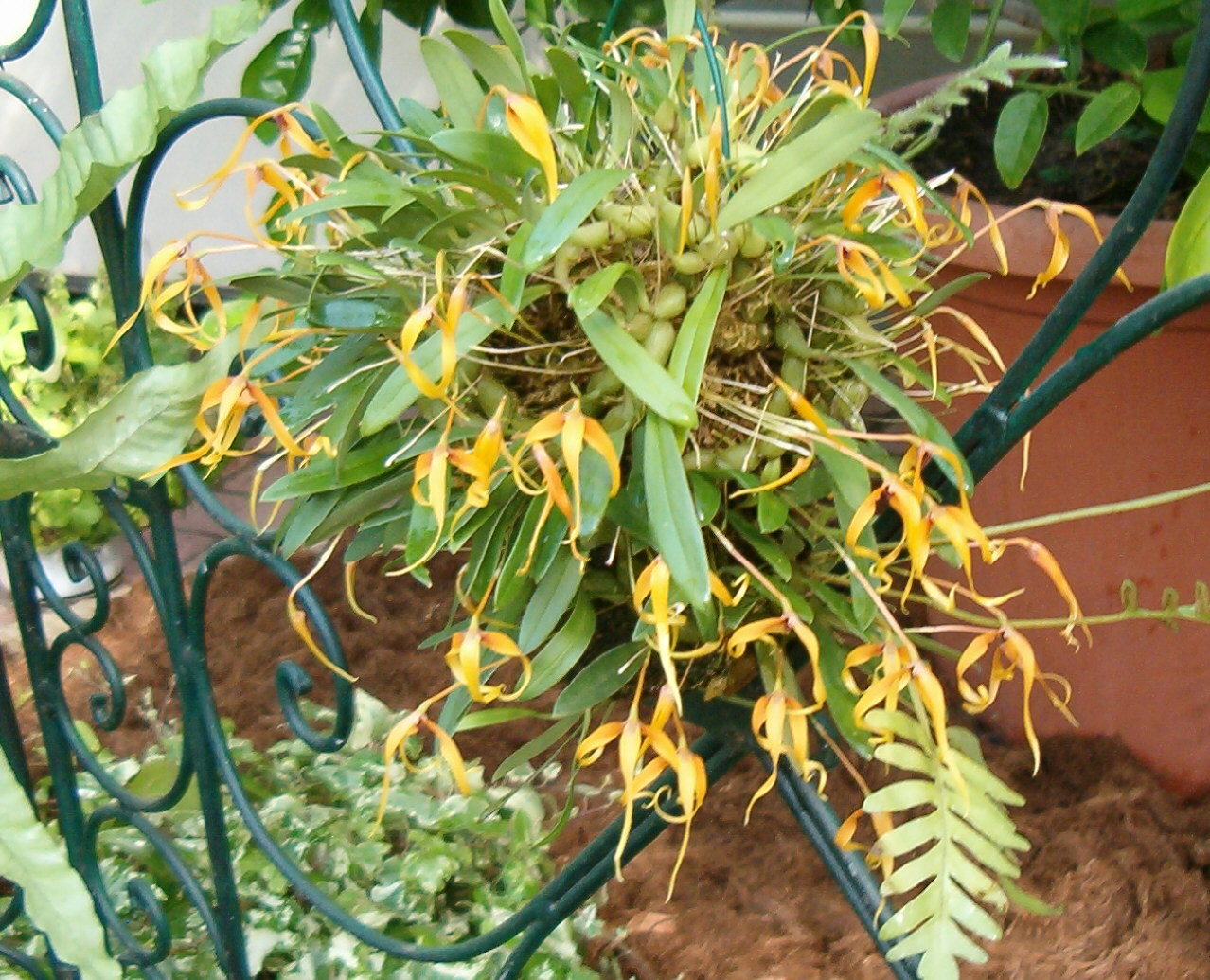